# 高師夏
高 師夏（こう の もろなつ）は、南北朝時代の武将。足利氏の家臣。

## 生涯
父は室町幕府の初代将軍・足利尊氏の執事である高師直。母は関白・二条兼基の娘で、これは師直が二条家から盗み出して師夏を産ませたものと伝わっている。師夏は容貌が美しく、心も善良で温厚だったため、尊氏の寵愛を受けた。
観応の擾乱では尊氏・師直側に与して備後に出陣した。しかし正平6年/観応2年（1351年）2月26日、摂津打出浜の戦いで足利直義ら南朝方に敗れた尊氏は、師直・師泰兄弟の出家を条件に和睦するが、師直は摂津から京都への護送中に、怒り狂って待ち受けていた直義派の上杉能憲によって武庫川畔（現在の兵庫県伊丹市）において、師泰、師世ら一族と共に殺害され、師夏は捕えられて助命を条件に出家するよう勧められたが拒否したため、父に殉じて殺害された。享年13。